# آرامگاه‌های دره بوین
بَرَو نَه بَونیه (به ایرلند: Brú na Bóinne؛ ایرلندی: [ˈbˠɾˠu: n̪ˠə ˈbˠo:n̠ʲə]، به معنای تحت اللفظی "عمارت یا قصر بوین")، که به مقبره‌های دره بوین نیز نامیده می‌شود، یک مجموعه بنای تاریخی و چشم‌انداز آیینی باستانی در شهرستان میث، ایرلند است که در خم رودخانه بوین واقع شده است. این محل یکی از مهم‌ترین مناظر دوران نوسنگی جهان است که شامل حداقل نود بنای تاریخی از جمله مقبره‌های معبری، تپه‌های تدفین، سنگ‌های ایستاده و محوطه است. این سایت در قرن ۳۲ قبل از میلاد، در قالب چند بنای مجزا به نام‌های نیوگرنج (Sí an Bhrú)، کنوئث (Cnogbha) و دوث (Dubhadh) ساخته شده. این مجموعه، در مجموع با هم، بزرگ‌ترین مجموعه هنر مگالیتیک در اروپا است. فرهنگ باستان‌شناختی مرتبط با آن "فرهنگ بوین" نامیده می‌شود.
Brú na Bóinne همچنین یک سایت باستان اخترشناسی مهم است. بسیاری از مقبره‌های معبری آن با انقلاب زمستانی و اعتدالین همسو هستند. این منطقه در اواخر عصر برنز و عصر آهن همچنان محل فعالیت‌های آیینی و تشریفاتی بود. در اساطیر ایرلندی گفته می‌شود که مقبره‌ها دریچه‌هایی به جهان دیگر و خانه‌های خدایان، به ویژه داگدا و پسرش انگوس هستند. مطالعه آنها توسط عتیقه‌شناسان در قرن هجدهم آغاز شد و کاوش‌های باستان‌شناسی در قرن بیستم آغاز شد، زمانی که برخی از مقبره‌های معبری هم تحت مرمت قرار گرفتند.
از سال ۱۹۹۳، این سایت به عنوان یک میراث جهانی توسط یونسکو به عنوان «برو نه بوینه - گروه باستان‌شناسی پیچ بوین» ثبت جهانی شده است.

## نگارخانه

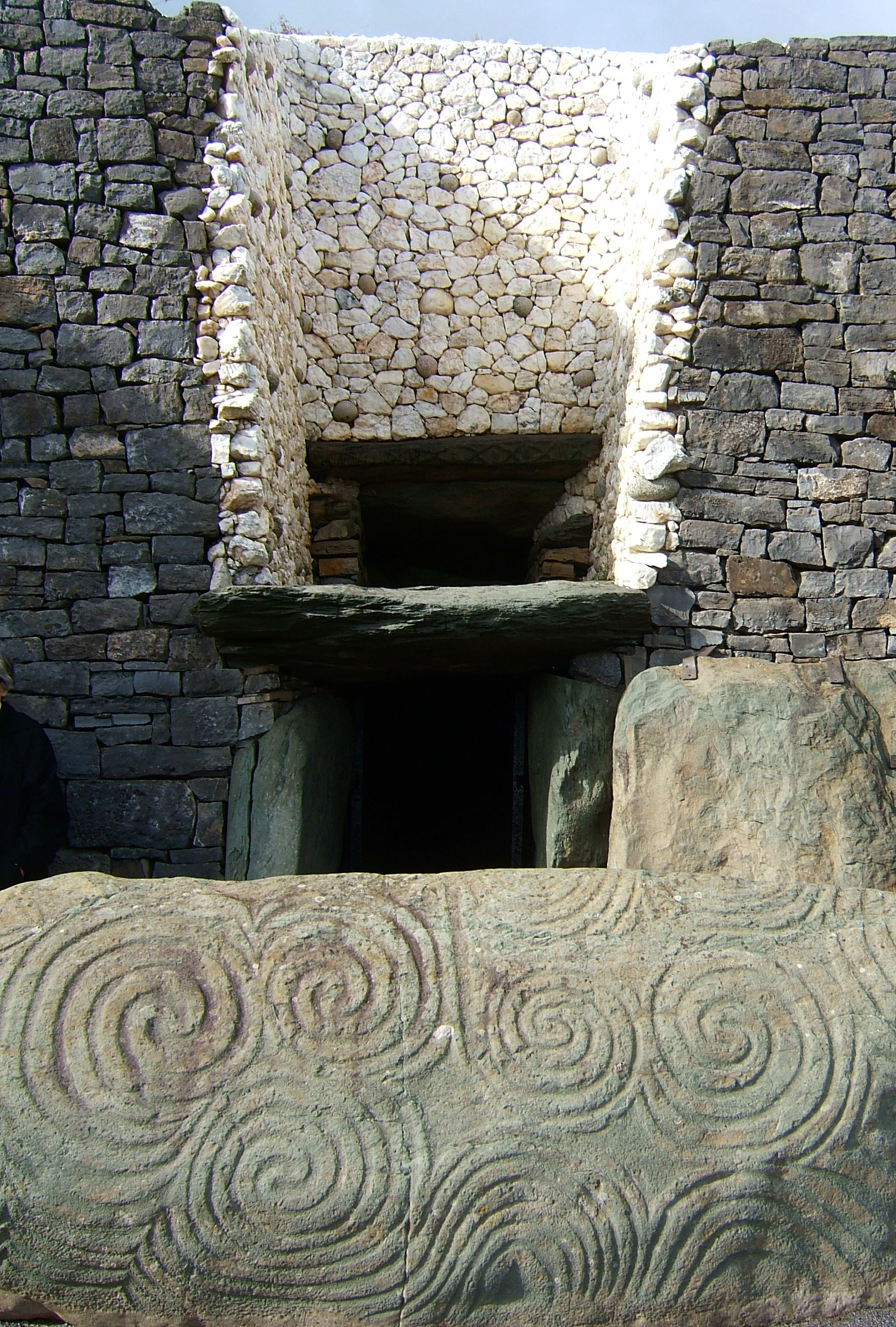
ورودی نیوگرانج
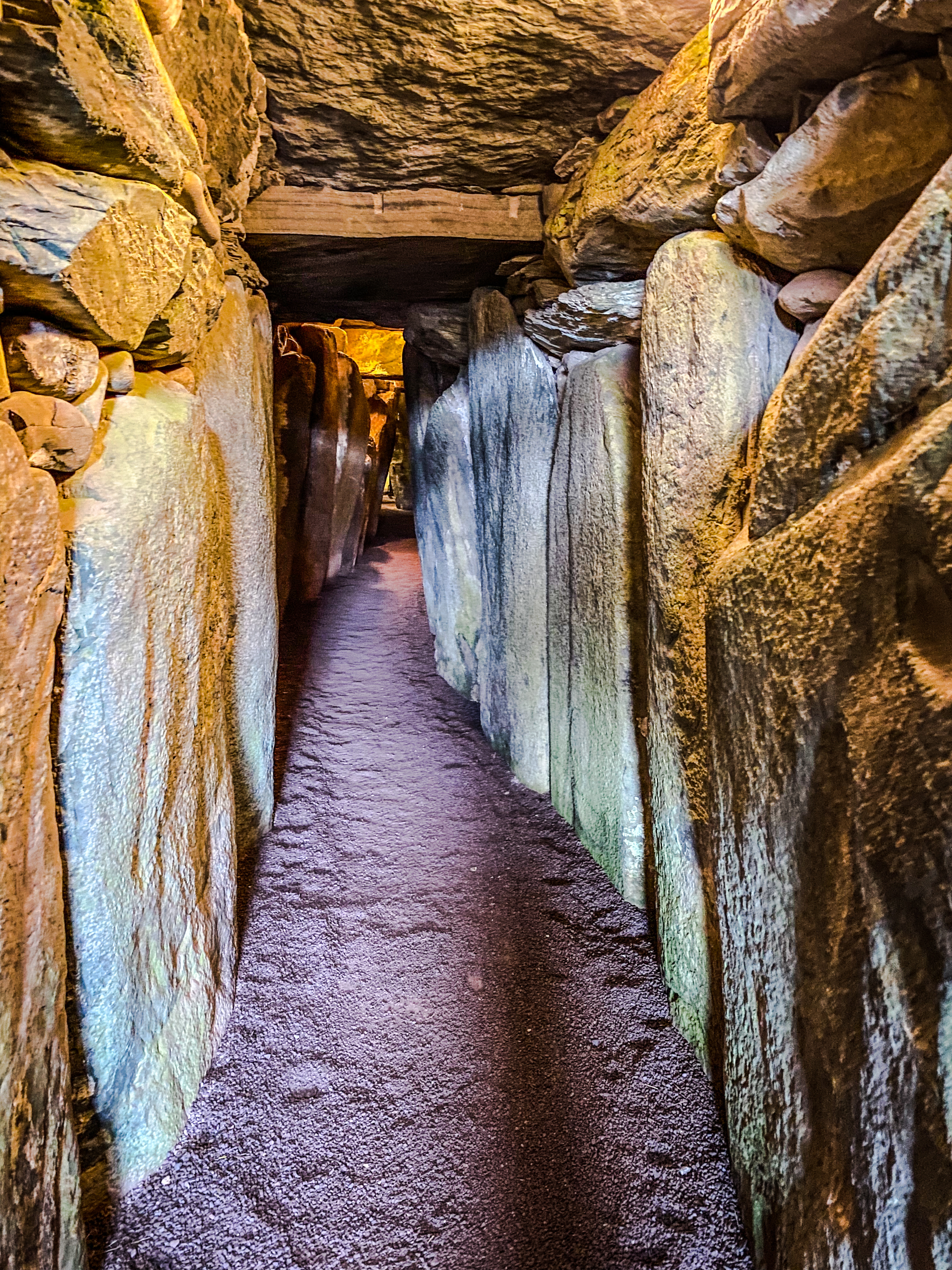
گذرگاه نیوگرانج
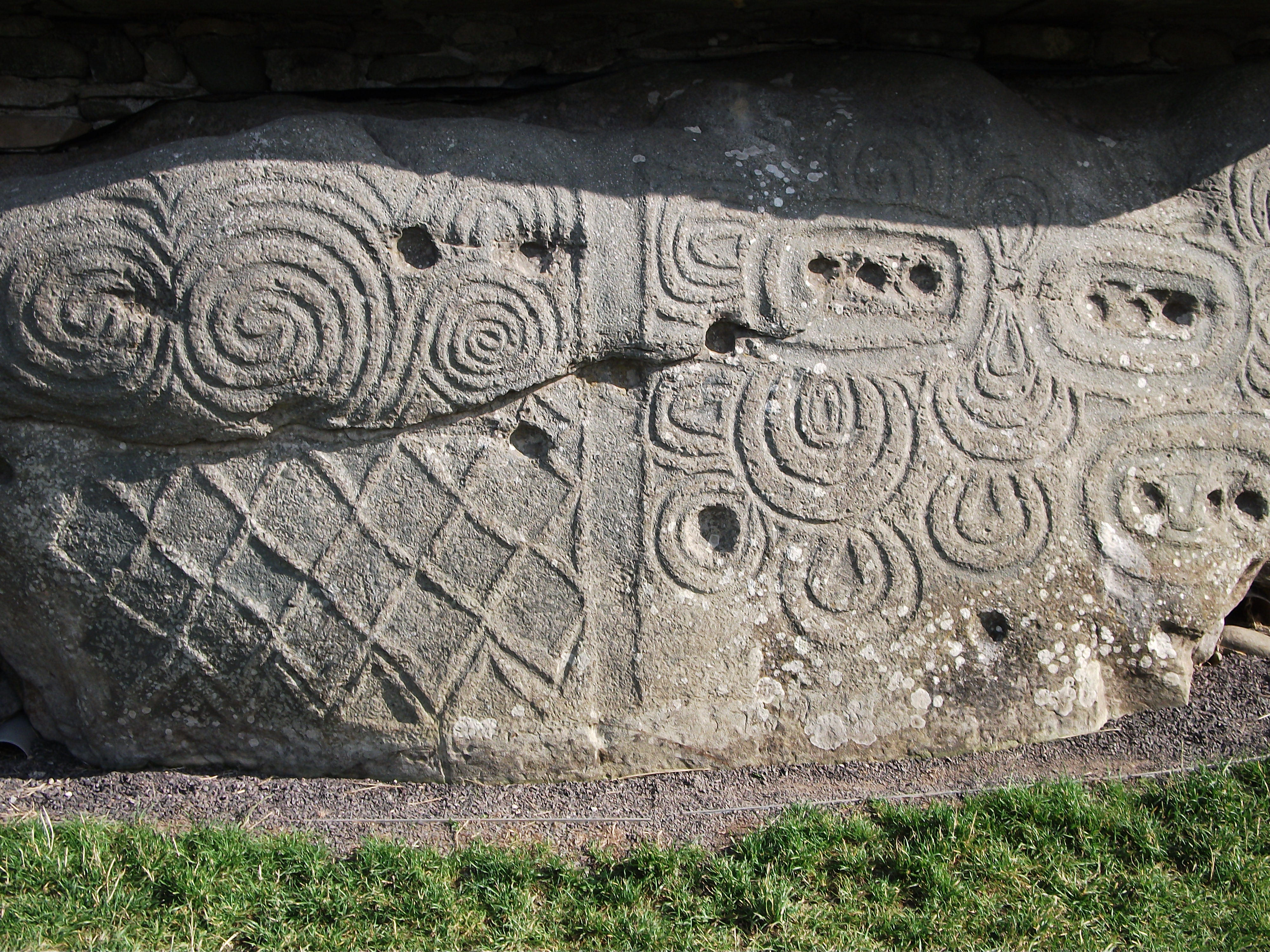
هنر مگالیتیک بر روی کربستون نیوگرانژ
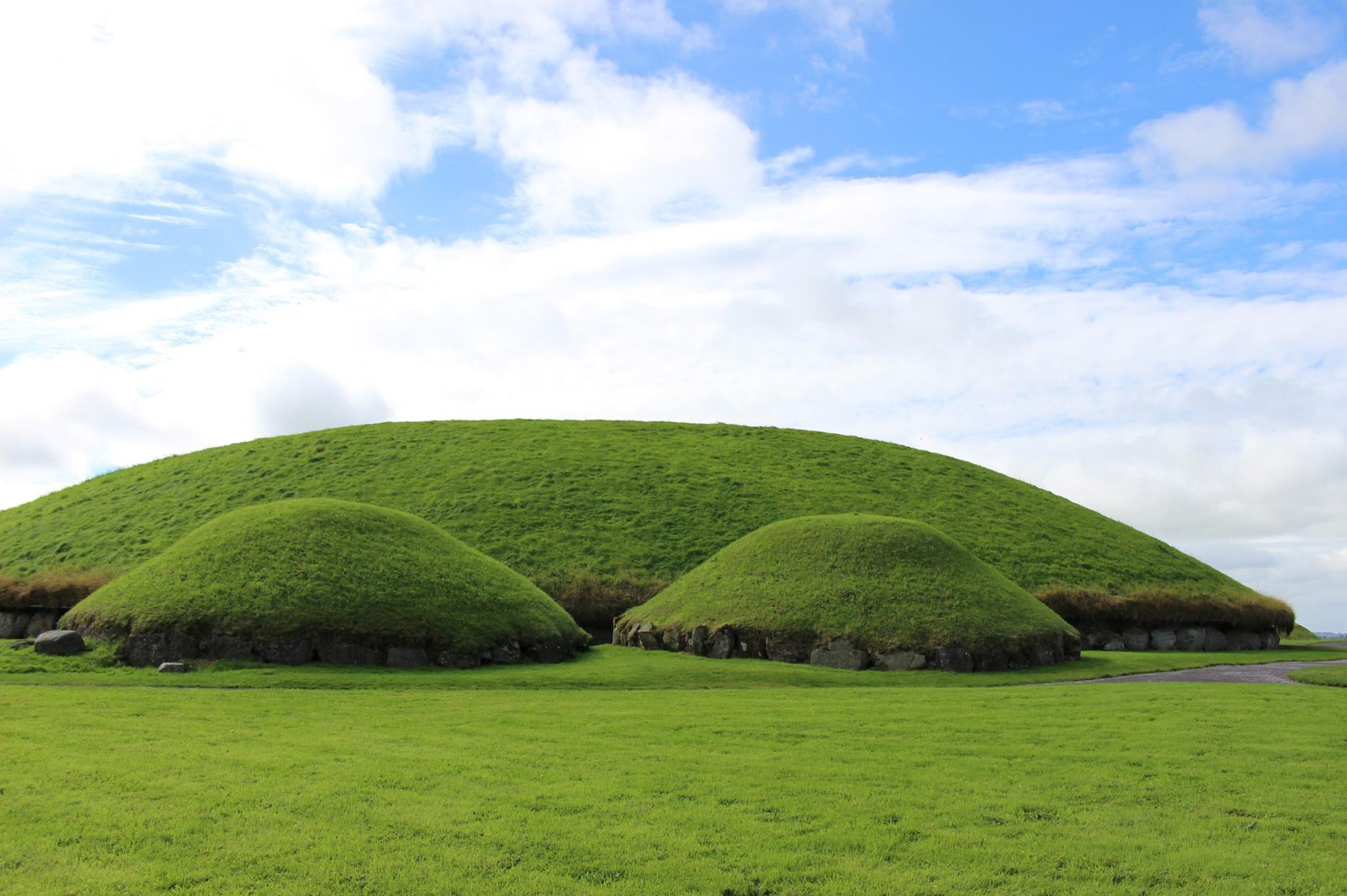
کنوث
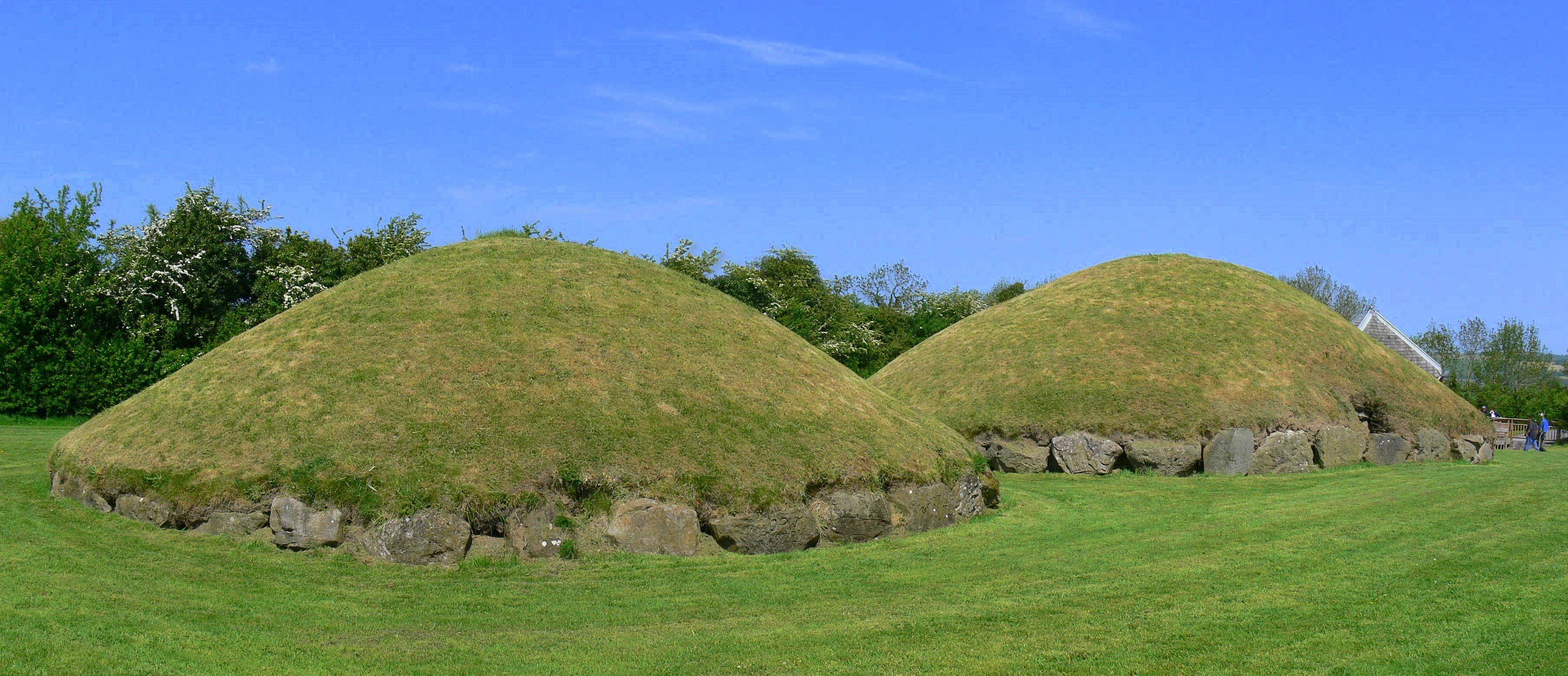
کنوث
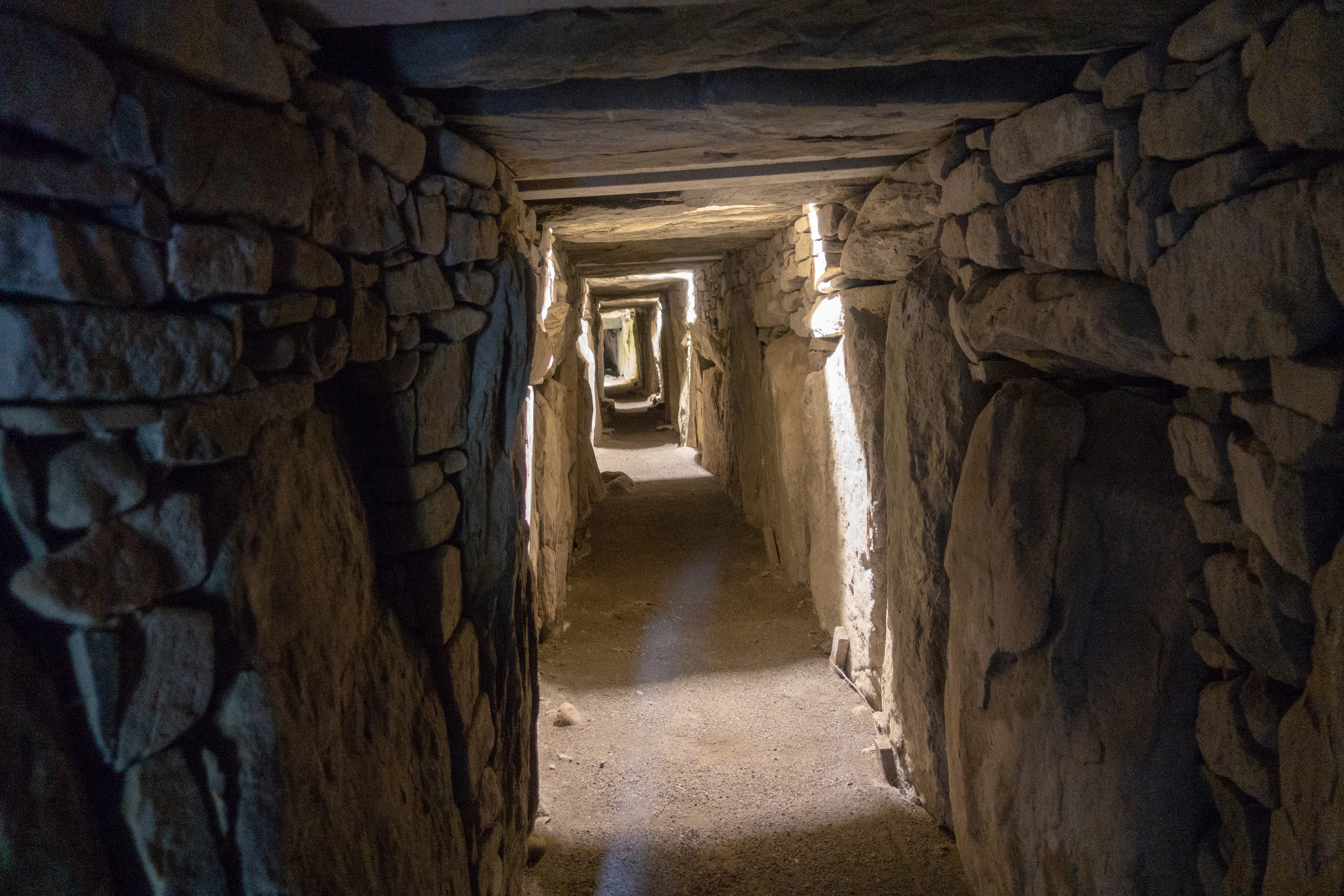
گذرگاه کنوث
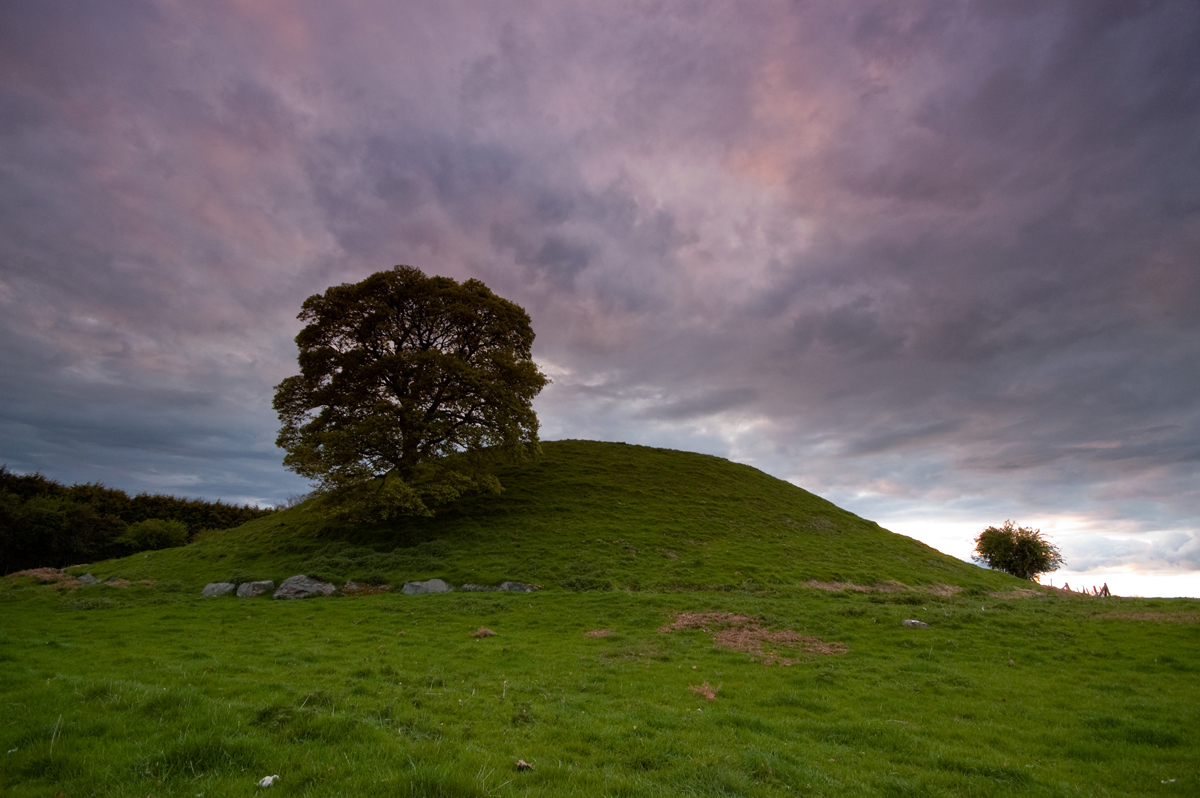
داوث